# Vid sjuttionde breddgraden
Vid sjuttionde breddgraden (fr: Le Pays des fourrures), är en roman från 1873 av fransmannen Jules Verne. Romanen utgavs i Sverige 1874.

## Handling
Löjtnant Jasper Hobson och hans team, samt övriga medlemmar av Hudson's Bay Trading Co., reser genom Kanadas nordvästra territorier, till Cape Bathurst vid Norra ishavet. Där ämnar Hobson inrätta en ny handelspost för företaget. Sällskapet lyckas med detta innan vinterns utbrott, men när våren kommer utlöser aktivitet från en närliggande vulkan ett jordskalv, som alla i teamet överlever. När sommaren kommer, och Thomas Black försöker observera en total solförmörkelse, gör man en häpnadsväckande upptäckt; Cape Bathursts position har flyttats flera mil, lossnat från fastlandet och därmed förvandlats till en flytande ö. För att kunna återvända till Alaska måste man vänta till vintern. När denna kommer upptäcks att vintern är relativt mild, och att isen inte är tillfredsställande frusen och tjock. Därför väntar man till våren och hoppas att ön ska flyta söderut med hjälp av den beringska  växelströmmen och att båten de byggt därifrån ska kunna föra dem i säkerhet. 